# نيل أندرسون
نيل أندرسون (بالإنجليزية: Neil Anderson)‏ (و. 1982  م) هو سياسي أمريكي، ولد في دافنبورت، هو عضوٌ في الحزب الجمهوري.